# Miconia setosociliata
Miconia é um género botânico pertencente à família Melastomataceae.
Trata-se de uma arvoreta terrícola de 3 até 6 m de altura. Possui flores em maio e frutos em agosto e setembro. Pode ser reconhecida pelas segundas panículas, superfície abaxial das folhas coberta por tricomas estrelados e não ramificados, e pelas folhas com margens ciliadas.

## Taxonomia
Miconia setosociliata foi classificada pelo botânico belga Célestin Alfred Cogniaux, descrito em COGNIAUX, A. 1891. Melastomaceae. In Monographiae Phanerogamarum (A. De Candolle & C. De Candolle, eds.). G. Masson, Paris, v.7, p.1-1256.

## Distribuição geográfica
A espécie Miconia setosociliata é endêmica do estado do Rio de Janeiro, Minas Gerais e do Espírito Santo, nativa da Mata Atlântica Montana.

## Conservação
A espécie foi listada como Vulnerável (VU) por Simonelli & Fraga (2007). 
Está sujeita a situação de ameaça, através da redução do seu habitat. O avanço da atividade agropastoril, seja por meio da agricultura ou da expansão de áreas de pastagem, leva à destruição da flora e fauna da região. 
Estudos populacionais são sugeridos com o intuito de verificar o estado de conservação da população dessa espécie. Caso as ameaças não sejam minimizadas, a espécie poderá integrar categoria de maior risco. 

## Morfologia
Caules possuem tricomas estrelados nos ramos jovens; 
Folhas possuem lâminas lanceoladas com ápice acuminado e base cuneada(s); suas margens são inteiras, serruladas, ciliadas ou não; possuem nervação basal, sendo que as longitudinais são 3 existem ainda mais 2 nervuras intramarginais inconspícuas; possuem indumento na face inferior (abaxial) esparso e denso; possuem tricomas estrelados sésseis;
Inflorescência: flores secundas em dicásio; 
Flor: hipanto campanulado de cálice caduco e de lobos definidos; possuem  6, 7 ou mais pétalas; os conectivos são prolongados e seus apêndices têm 2 lobos ventrais e 1 dente dorsal; as anteras são de cor desconhecida; possui um poro médio e ovário piloso;